# Oior
Oior (en rus: Оёр) és un poble de la República de Buriàtia, a Rússia, segons el cens del 2010 tenia 771 habitants.